# Plateau de Lons-le-Saunier
Le plateau de Lons-le-Saunier, appelé aussi plateau lédonien est un plateau du massif du Jura situé dans le département du Jura, en Bourgogne-Franche-Comté.

## Géographie

### Situation
Le plateau de Lons-le-Saunier est un plateau long de plus de 60 km, d'orientation générale NNE-SSO, avec une largeur variant entre 1 et 11 km. Son altitude varie entre 400 et 781 m avec une moyenne d'environ 550-600 m. Il fait partie du premier ensemble de plateaux du massif jurassien et est délimité par le faisceau salinois au nord, par le faisceau de l'Heute à l'est et par le faisceau lédonien et la Petite Montagne à l'ouest qui le séparent de la plaine de la Bresse.
Aucun écoulement de surface ne se produit sur ce relief karstique, seules çà et là de petites dépressions de dolines et de vallées sèches sont présentes[réf. souhaitée].
À la transition avec la Bresse, le plateau est entaillé par de profondes vallées se terminant en « bout du monde » que l'on appelle reculées : celles de Baume (de la Seille), de Poligny, de Revigny ou encore de la Vallière.
Du faisceau salinois jusqu'à la reculée de Revigny, le plateau a une largeur variant entre 6 et 11 km ; en se prolongeant vers le sud, sa largeur diminue et ne se résume plus qu'à un plateau de 2 à 3 km de large dans la vallée de la Valouse, coincé entre les plis du faisceau de la Petite Montagne, pour finalement disparaître au niveau des gorges de l'Ain, sur la commune de Cornod, à l'extrême sud du département du Jura,.

Les reculées qui entaillent le plateau
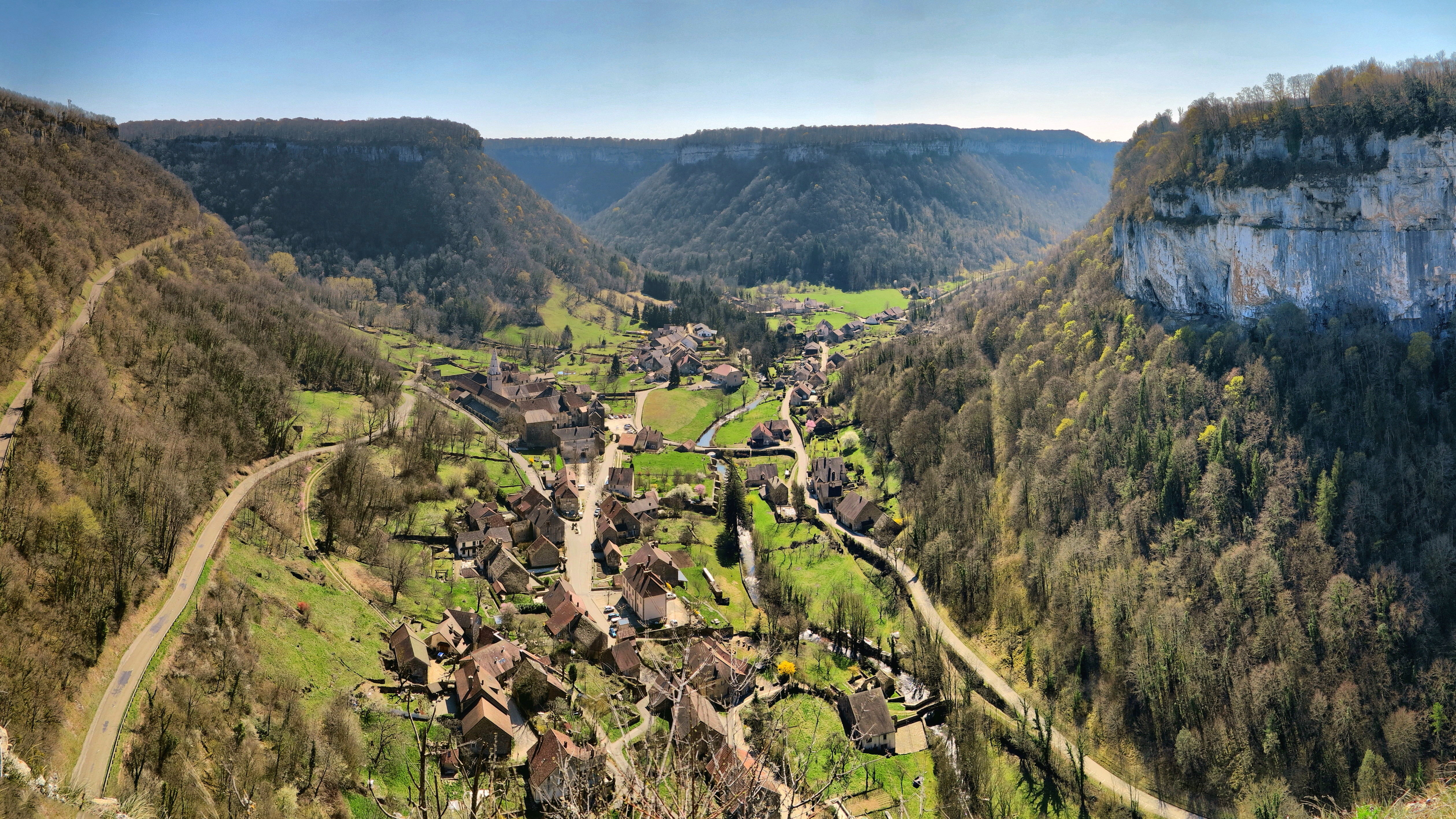
La reculée de Baume-les-Messieurs.
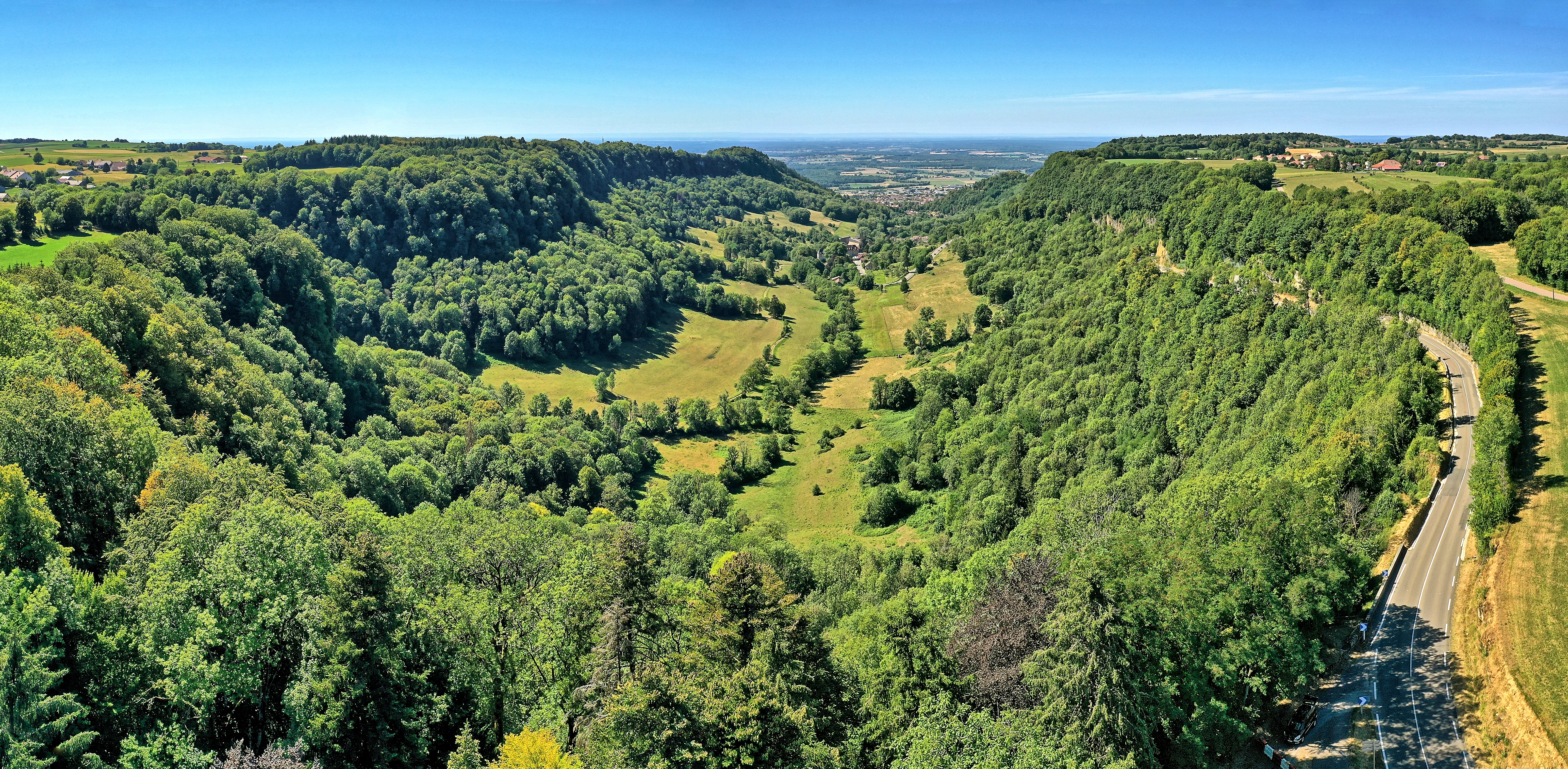
La reculée de Poligny.

### Géologie
Le plateau de Lons-le-Saunier est principalement composé de calcaires datant du Jurassique moyen. La partie nord s'étendant de Salins-les-Bains à Orgelet est composé à l'affleurement de calcaires oolithiques, à entroques et marneux datant du Bajocien. La partie sud située entre Dompierre-sur-Mont et Cornod est caractérisée par la présence de dépôts glaciaires datant de la glaciation de Würm qui correspondent à la limite de l'ancienne langue glaciaire d'Orgelet et au paléo-lac de la Valouse formé durant cette période. Cette partie est également composée de calcaires datant de l'Oxfordien et du Kimméridgien (Jurassique supérieur).